# Asphondylia johnsoni
Asphondylia johnsoni är en tvåvingeart som beskrevs av Ephraim Porter Felt 1908. Asphondylia johnsoni ingår i släktet Asphondylia och familjen gallmyggor. Inga underarter finns listade i Catalogue of Life.